# 短線竹筴魚
短線竹筴魚（学名：Trachurus trecae），為輻鰭魚綱鱸形目鱸亞目鰺科竹筴魚屬下的一個種，分布於東大西洋摩洛哥至安哥拉海域及半鹹水域，深度20-100公尺，體細長且側扁，尾鰭叉形，體上部是藍綠色，體側具有數個深色橢圓斑排列，下面則是銀白色，體長可達35公分，體重可達2公斤。棲息在沿海底中層水域，成群活動，會進行洄游，屬肉食性，以魚類、甲殼類等為食，為高經濟價值的食用魚，通常以生鮮或煙薰方式販售。